# لويس مارشال (محامي)
لويس مارشال (بالإنجليزية: Louis Marshall)‏ هو عضو مجموعة ضغط ومحامي أمريكي، ولد في 14 ديسمبر 1856، وتوفي في 11 سبتمبر 1929.

## وصلات خارجية
- لويس مارشال على موقع الموسوعة البريطانية (الإنجليزية)